# Norman Sylla
Norman Sylla (Parijs, 27 september 1982) is een Guinees voetballer die anno 2012 bij AFC Tubize speelt. Sylla is een aanvaller.

## Carrière
Sylla verliet op z'n 18e Frankrijk voor het Engelse Oxford United. Hij bleef nog enkele jaren in Engeland voetballen bij Banbury United, Havant & Waterlooville FC, Barnet FC, Tamworth FC en Redditch United FC. In 2005 ging hij aan de slag bij het Griekse Acharnaikos FC.
In 2006 streek hij neer in België, waar hij terechtkon bij tweedeklasser KSK Ronse. Ronse eindigde dat seizoen laatste, maar Sylla maakte 14 doelpunten en verkaste op het einde van het seizoen naar Dender. Na twee seizoenen, toen Dender degradeerde uit eerste klasse, verliet hij België voor het Turkse Denizlispor. De club kwam echter enkele financiële afspraken niet na, waardoor het contract van Sylla na 6 maanden ontbonden werd. Sylla bleef een tijdje zonder club, maar tekende in januari 2011 bij AFC Tubize.